# ロスト・ボディ
『ロスト・ボディ』（El cuerpo）は2012年のスペインのサスペンス映画。監督はオリオル・パウロ、出演はホセ・コロナドとウーゴ・シルバなど。
モルグから女性の遺体が消えた事件と、彼女の死の真相をトリッキーな展開で描いたスリラーである。日本では劇場未公開だが、2014年2月8日にBlu-rayが発売されている。

## ストーリー
ある日の夜中、急な呼び出しに駆けつけたハイメ・ペニャ警部は、車に撥ねられ昏睡状態となった警備員の話を聞かされる。警備員は夜間勤務中だった法医学研究所から逃げるように駆け出していた。その研究所では、数時間前に死んだマイカ・ビジャベルデという女性の遺体がモルグから消えるなど、不可解な現象が起こっていた。
マイカの遺体が盗まれたと考えたハイメ警部は、彼女の夫アレックス・ウジョアを研究所に呼び出す。愛人のカルラ・ミレルと会っていたアレックスは報せに動揺するが、それは彼がマイカを殺害した犯人であるためで、研究所に駆けつけると聴取には冷静に対応していく。ハイメ警部はアレックスの淡々とした態度や、マイカの死亡診断書を書いたドクターの意見から、マイカ殺害の証拠を隠蔽したいアレックスが遺体を盗み出したのではないかと疑い始める。
1人で部屋に残されたアレックスが物音に誘われてモルグへ行くと、そこにはマイカ殺害に使用した薬品TH-16が置かれていた。アレックスは続けてやってきたハイメ警部たちにTH-16のことを疑われるが、その場はなんとか誤魔化して切り抜ける。自由に動けないアレックスがトイレでカルラと密かに連絡を取り、自ら事件の真相を探ることを決めると、マイカが生きているとしか思えない証拠が次々と現れる。ハイメ警部から揺さぶりをかけられる中、アレックスはマイカが生きていて自分に復讐しようとしていると思うようになる。
部下からの報告でTH-16が投与から8時間後に心停止を起こす殺人用の薬品であることを知ったハイメ警部は、アレックスを部屋に監禁して護送車を手配させる。憔悴するアレックスは部屋から繋がる別室の死体袋の中に携帯電話を発見する。通話相手はどうやらマイカの携帯電話らしく、アレックスはカルラに電話をかけ、携帯電話の持ち主である死体袋の男ハビエルを調べるように頼む。
新しい報告を受けたハイメ警部はアレックスを尋問するが、アレックスはTH-16が痕跡を残さないことなどを理由に一切の犯行を否認する。しかしハイメ警部は尋問を続け、浮気が露呈して財産を失うことを恐れたアレックスがマイカの殺害に及んだのだと、マイカが3ヶ月前に探偵ハビエルを雇った証拠を突きつけて主張する。
探偵の名前に驚愕したアレックスはハイメ警部を連れて先ほどの死体袋を確認するが、ハビエルの遺体はどこにも見当たらない。再び隙を見てアレックスがカルラに連絡を取ると、浮気と殺害計画の証拠を収めたメモリーカードが部屋に届いていたという。カルラとの通話が不穏な様子で切れたことに不安を覚えたアレックスはカルラの元へ向かおうとするが、ハイメ警部に殴られ阻止される。
夜が明ける頃、ハイメ警部はアレックスから事の経緯を聞きだしていた。8ヶ月前、大学でカルラと出会ったアレックスは彼女に秘密を全て告白するほど惚れ込んでいたが、自分からマイカに離婚を言い出せば破滅することが分かっていたので、仕方なくマイカの殺害に思い至ったのだと語る。アレックスは死を装ったマイカが復讐のために自分を罠に嵌めていると主張し、殺される危険があるカルラを保護して欲しいと懇願する。
アレックスを護送する道中、発見された死体袋をハイメ警部がアレックスと共に確認すると、中にはマイカの遺体が入っていた。ハイメ警部はカルラを捜索した結果、保護する以前に実在すら怪しいことをアレックスに伝えると、カルラとはアレックスが罪悪感を紛らわすために生み出した妄想だと言い放つ。混乱したアレックスはその場から逃げ出すが、徐々に体の自由が利かなくなっていき、遂には身動きがとれなくなってしまう。ハイメ警部は慌てる様子を見せず悠々と追いつくと、助けを求めるアレックスに静かに語り始める。
10年前の同日、ハイメ警部は交通事故で妻を亡くしていた。事故を起こした車は救急車を呼ぶこともなく逃げ去ったが、ハイメ警部は娘エヴァの記憶を手掛かりに犯人を見つけ出す。事故を起こした運転手はアレックスで、助手席にはマイカも乗っていた。エヴァはカルラと名乗ってアレックスに接近し、秘密の告白を引き出して犯人である確証を得ると、父と共に復讐を開始する。2人はアレックスのマイカ殺害を利用した復讐計画を練り上げ、見事にやり遂げたのだ。約8時間前、エヴァによってTH-16を飲まされていたアレックスは、ハイメ警部に見下ろされたまま息絶える。

## キャスト
※カッコ内は日本語吹替
- ハイメ警部：ホセ・コロナド（菅生隆之）
- アレックス：ウーゴ・シルバ（スペイン語版）（坪井智浩）
- マイカ：ベレン・ルエダ（スペイン語版）（塩田朋子）
- カルラ：アウラ・ガリード（スペイン語版）（生天目仁美）

その他の日本語吹替
新田万紀子/牛田裕子

## リメイク
2018年に韓国で『死体が消えた夜』（原題：사라진 밤、英題：The Vanished）としてリメイクされた。